# Franciszek Borzykowski
Franciszek Borzykowski (ur. w 1652, zm. w 1735) – polski duchowny katolicki, bernardyn.
Znany z działalności kaznodziejskiej, opublikował łaciński zbiór kazań Centiloquium seu Centum et quindecim sermones de Sanctis (1732), który spotkał się z życzliwym przyjęciem współczesnych.

## Literatura dodatkowa
- Ks. Kamil Kantak: Borzykowski Franciszek. W: Polski Słownik Biograficzny. T. 2: Beyzym Jan – Brownsford Marja. Kraków: Polska Akademia Umiejętności – Skład Główny w Księgarniach Gebethnera i Wolffa, 1936, s. 368. Reprint: Zakład Narodowy im. Ossolińskich, Kraków 1989, ISBN 83-04-03291-0